# Haltec Hallensysteme
Die Haltec Hallensysteme GmbH ist ein Unternehmen mit Sitz in Hemer, das Hallen, Lager- und Festzelte für Industrie und Gewerbe herstellt und in dieser Branche zu den europaweit führenden Unternehmen gehört. Neben zwei Produktionsstandorten in Hemer und Gransee unterhält die Haltec GmbH Handelsniederlassungen in verschiedenen deutschen Städten und in mehreren europäischen Ländern.

## Geschichte
Die Haltec Hallensysteme GmbH wurde 1996 in Halver, Märkischer Kreis gegründet, um Systemhallen und Zelte herzustellen. Zwei Jahre später erfolgte der Umzug nach Hemer, wo sich noch heute der Unternehmenssitz befindet. 1999 wurde mit dem Aufbau einer dezentralen Unternehmensstruktur begonnen, als in Gransee ein Produktionsstandort eröffnet wurde. In den folgenden beiden Jahren wurde die Produktionsstätte mehrfach erweitert, in Hemer entstand 2005 eine neue Lagerhalle. Zugleich wurde die Produktpalette etwa um Partyzelte und spezielle Systemhallen erweitert.
Seit 2003 orientiert sich das Unternehmen auch am ausländischen Markt und eröffnete eigene Niederlassungen in mehreren europäischen Ländern. In den Jahren 2008 und 2009 wurde der Betrieb für seine gute Personalarbeit ausgezeichnet. Nach dem Titel als einer der „100 besten Arbeitgeber Deutschlands“ erhielt Haltec auch das Gütesiegel „Top-Job“. Zudem wurden die Geschäftsführer 2009 zum „Entrepreneur des Jahres“ in der Kategorie Industrie ernannt.
Mitte 2011 bestehen neben den Standorten Hemer und Gransee Handelsniederlassungen in Berlin, Dresden, Frankfurt am Main, Hamburg, Hannover, Karlsruhe, Kassel, Köln, München, Nürnberg und Stuttgart. In Schipkau gibt es ein technisches Büro. Der Jahresumsatz lag 2008 bei etwa 70 Millionen Euro, während rund 175 Mitarbeiter angestellt sind.

## Produkte
Haltec fertigt System-, Leichtbau- und Runddachhallen an. Die Systemhallen sind individuell planbar, die Spannweite variiert zwischen fünf und 50 Metern. Die Halle wird als Lager oder Produktionsstandort von Industrieunternehmen genutzt. Auch die Eishalle der Fernsehsendung Stars auf Eis im Europa-Park wurde von Haltec konstruiert und gebaut. Die Leichtbauhallen werden ebenfalls vor allem als Lager genutzt und sind innerhalb von ein bis drei Tagen aufgebaut. Auch Runddachhallen gehören zum Sortiment der GmbH.
Außerdem bietet die Haltec Hallensysteme GmbH Party- und Festzelte in unterschiedlicher Größe an. Auch Pagodenzelte und Shelter gehören zum Sortiment.
Die Beleuchtung der Hallen und Zelte stellt das niederländische Tochterunternehmen HKH Lighting her.